# キャスリーン・ケリガン
キャスリーン・ケリガン（英語: Kathleen Kerrigan, 1868年4月11日 - 1957年1月27日）は、アメリカ合衆国の女優、脚本家である。

## 人物・来歴
1868年（明治11年）4月11日、インディアナ州ニューオールバニに生まれる。11歳年少の弟は後に長じて、俳優のJ・ウォーレン・ケリガンとなる。
1906年（明治39年）9月5日、満38歳のときに初代クレイ・クレメントと結婚、20歳年少ののちの俳優クレイ・クレメント（ジュニア）の義母となる。同年10月、夫クレイが主演する舞台 Sam Houston に出演している。夫クレイと1910年（明治43年）に死別している。1914年（大正3年）には弟J・ウォーレンが主演するサイレント映画 Samson に出演している。映画に関しては、ほとんど脇役に徹した。
1957年（昭和32年）1月27日、カリフォルニア州ロサンゼルス郡サンフェルナンドで死去した。満88歳没。

## おもなフィルモグラフィ
特筆以外すべて出演作である。
- Samson : 監督J・ファーレル・マクドナルド、主演J・ウォーレン・ケリガン、1914年 - 出演・役 Delilah
- Her Bitter Cup : 監督ジョー・キング、監督・脚本・主演クレオ・マディソン、1916年 - 原作
- The Uplifters : 監督ハーバート・ブラシェ、主演メイ・アリソン、1919年 - 出演・役 Harriet Peebles Cull
- 『世界の黎明』 The World Aflame : 監督アーネスト・C・ワード、主演フランク・キーナン、1919年 - 出演・役 Mrs. Burr
- 『乙女の憧れ』 The Walk-Offs : 監督ハーバート・ブラシェ、主演メイ・アリソン、1920年 - 出演・役 Mary Carter
- None So Blind : 監督バートン・キング、主演ドーア・デイヴィッドソン、1923年 - 脚本
- 『悲恋の楽聖』 The Music Master : 監督アラン・ドワン、主演アレック・B・フランシス、1927年 - 出演・役 Mrs. Andrew Cruger
- 『スキーナーの昇給』 Skinner Steps Out : 監督ウィリアム・ジェームズ・クラフト、主演グレン・トライオン、1929年 - 出演・役 Mrs. Crosby
- 『鉄窓の母』 Wicked : 監督アラン・ドワン、主演エリッサ・ランディ、1931年 - 出演・役 Miss Peck
- You Can't Buy Everything : 監督チャールズ・ライズナー、主演メイ・ロブソン、1934年 - ノンクレジット出演・役 Mrs. Stillman

## 関連事項
- ニューオールバニ
- サンフェルナンド (カリフォルニア州) （en:San Fernando, California）

## 註
1. 1 2 3 4 5 6 7 8 9  Kathleen Kerrigan, Internet Movie Database （英語）, 2010年5月24日閲覧。
2. ↑  Kathleen Kerrigan, Internet Broadway Database （英語）, 2010年5月24日閲覧。